# Голубічка (заказник)
Голубічка — ботанічний заказник місцевого значення. Об'єкт розташований на території Надвінянського району Івано-Франківської області, Річанське лісництво, квартал 4, виділ 16.
Площа — 11,0000 га, статус отриманий у 1988 році.